# Alfred Srp
Alfred Srp (* 4. November 1927 in Wien; † 24. April 1987 in Berlin) war ein österreichischer Filmeditor.

## Leben
Nach seiner Ausbildung und ersten Beschäftigung als Schnittmeister bei Kurzfilmen wurde Srp bereits am Anfang seiner Karriere als Chef-Editor durch den großen Erfolg der von ihm bearbeiteten Sissi-Trilogie bekannt. In den folgenden Jahren zeichnete er für den Schnitt zahlreicher deutscher und internationaler Filmproduktionen verantwortlich.

## Filmografie
- 1954: Wie die Jungen sungen (Kurzfilm)
- 1955: Die Deutschmeister
- 1955: Sissi
- 1956: Opernball
- 1956: Sissi, die junge Kaiserin
- 1957: Das Schloß in Tirol
- 1957: Sissi – Schicksalsjahre einer Kaiserin
- 1957: Scherben bringen Glück
- 1958: Der veruntreute Himmel
- 1958: Das Dreimäderlhaus
- 1960: Schicksals-Sinfonie (The Magnificent Rebel)
- 1962: Ein Gruß aus Wien (Almost Angels)
- 1963: Flucht der weißen Hengste (Miracle of the White Stallions)
- 1963: Das große Liebesspiel
- 1963: Ist Geraldine ein Engel?
- 1964: Old Shatterhand
- 1964: Zwischenlandung Düsseldorf (Tre per una rapina)
- 1964: Die Todesstrahlen des Dr. Mabuse
- 1964: Fanny Hill
- 1964: Die hundert Ritter (I cento cavalieri)
- 1965: Mordnacht in Manhattan
- 1966: Um null Uhr schnappt die Falle zu
- 1966: Die Rechnung – eiskalt serviert
- 1966: Die Hölle von Macao
- 1966: Der Mörderclub von Brooklyn
- 1967: Geheimnisse in goldenen Nylons (Deux billets pour Mexico)
- 1968: Heißer Sand auf Sylt
- 1968: Tevje und seine sieben Töchter (Tuvia Vesheva Benotav)
- 1968: Kampf um Rom (zwei Teile)
- 1969: Blonde Köder für den Mörder
- 1970: Ohrfeigen
- 1971: Gebissen wird nur nachts – das Happening der Vampire
- 1971: Die Tote aus der Themse
- 1971: Hurra, wir sind mal wieder Junggesellen!
- 1971: Rosy und der Herr aus Bonn
- 1971: Ehemänner-Report
- 1971: Unser Willi ist der Beste
- 1971: Das Geheimnis der grünen Stecknadel
- 1971: Willi wird das Kind schon schaukeln
- 1972: Viola und Sebastian
- 1972: Hauptsache Ferien
- 1972: Flucht in die Sonne (Escape to the Sun)
- 1972: Grün ist die Heide
- 1974: Schwarzwaldfahrt aus Liebeskummer
- 1974: Zwei Jahre Ferien (Deux ans de vacances) (Mehrteiler)
- 1975: Reise ins Jenseits – Die Welt des Übernatürlichen
- 1977: Slavers – Die Sklavenjäger
- 1978: Schöner Gigolo, armer Gigolo
- 1979: Ekstase – Der Prozeß gegen die Satansmädchen
- 1982: Ein Tolpatsch kommt selten allein (Dance of the Cookoos)
- 1983: Julie Darling
- 1984: Chinese Boxes
- 1986: Killing Cars